# Sharknado 4
Sharknado 4 (Sharknado: The 4th Awakens) è un film per la televisione statunitense del 2016 diretto da Anthony Ferrante e prodotto e distribuito dallo studio The Asylum. È il quarto capitolo della serie di Sharknado.
Trasmesso per la prima volta negli Stati Uniti sul canale Syfy il 31 luglio 2016, in Italia è stato trasmesso il 6 settembre in pay su Sky Italia.
Il titolo originale e la locandina sono una parodia di Star Wars - Il risveglio della Forza (Star Wars: The Force Awakens).

## Trama
Trascorsi cinque anni dagli eventi del terzo film, il fenomeno degli sharknado è stato fermato da un'invenzione creata dalla  Astro-X, società dello scienziato Aston Reynolds, che è anche riuscito a riportare sulla terra il colonnello Shepard. Fin Shepard non sa che la moglie è sopravvissuta e si è trasferito in una fattoria in Kansas, "Aprile's Acres", con sua madre e con il figlioletto Gil.
Fin Shepard parte per Las Vegas con sua cugina Gemini per incontrare il figlio Matt, di ritorno dall'Iraq con la sua fidanzata Gabrielle. Quando i due si lanciano con un paracadute per raggiungere Fin, Las Vegas viene colpita da un tornado che, distruggendo un hotel pieno di vasche di squali, causa un nuovo sharknado che distrugge la città. Gli Shepard riescono a scappare e cercano di tornare in Kansas, ma ovunque vanno si formano sharknado che si evolvono in un "bouldernado" fatto di massi, un "oilnado" fatto di petrolio e in un "firenado" fatto di fiamme, portando morte e distruzione anche in Texas e distruggendo la Hoover Dam; fenomeni analoghi colpiscono altre località americane come San Francisco e Yellowstone. Quando raggiungono la fattoria in Kansas, questo viene colpito da un "cownado", durante il quale Gabrielle perde la vita, che trasporta in volo la fattoria fino a Chicago. April intanto (che era stata trasformata in un cyborg dal padre e tenuta isolata dal resto della famiglia, credendo tutti gli altri fossero morti) incontra il padre di Fin e Claudia e riesce a raggiungere il marito con l'aiuto di Reynolds.
Grazie a una nuova invenzione, Reynolds riesce ad arrestare vari sharknado, ma il "cownado" che aveva colpito il Kansas, si evolve in un "lightningnado" e, dopo aver colpito una centrale nucleare in Ohio, in un letale "nuclearnado": l'unico modo per fermarlo è colpirlo con una immensa quantità d'acqua, che solo le cascate del Niagara possono fornire.
Reynolds tenta di installare personalmente la sua invenzione per fermarlo, ma cade in un dirupo. Gli Shepard allora riescono a far regredire il "nukenado" in uno sharknado tradizionale che viene neutralizzato dalla Astro-X, ma nel frattempo tutti i componenti della famiglia vengono inghiottiti da squali diversi, che vengono a loro volta divorati da una balenottera azzurra. Il piccolo Gil, con la sua motosega, riesce comunque a liberarli e recuperarli vivi uno dopo l'altro.
Nel finale la Torre Eiffel, con a bordo Nova, cade sulle cascate: il problema degli sharknado è diventato globale. Dopo i titoli di coda si scopre che Aston Reynolds è sopravvissuto.

## Citazioni
Il titolo e la locandina del film sono una parodia di Star Wars - Il risveglio della Forza, ma ci sono anche delle citazioni della saga di Star Wars nella scena in cui April prova le armi in dotazione sul suo braccio meccanico. Non solo tra le armi compare una spada laser di colore azzurro simile a quella usata da Obi-Wan Kenobi e Qui-Gon Jinn, ma quando l'arma si ritrae, April esclama l'ormai celebre frase "Che la Forza sia con te".
Tuttavia sono presenti anche altre citazioni tratte da varie pellicole e serie televisive.
- Nella scena in cui lo sharknado prima si trasforma in petrolnado e poi in firenado, i tre fratelli proprietari del negozio di motoseghe aiutano Fin e la sua famiglia a combattere gli squali. Mentre combattono, si sente l'unica donna dei tre fratelli dire "Non sarebbe il Texas senza qualche massacro a colpi di motosega", riferimento alla saga cinematografica di Non aprite quella porta (The Texas Chainsaw Massacre in originale)
- Quando Fin chiede un'altra macchina al suo amico Colton, questi gli mostra una Plymouth color rosso. Quando Fin chiede a Colton se la macchina ha un nome, questi risponde che si chiama Christine, riferimento al film horror Christine - La macchina infernale, tratto dall'omonimo romanzo di Stephen King.
- Nella scena del treno, Fin si ritrova a fronteggiare un enorme squalo, per ucciderlo alza il muso in modo che lo squalo perda la testa, il riferimento è al film Speed con l'attore Keanu Reeves.
- La scena in cui il colonnello Shepard sta per indossare l'armatura robotica è un omaggio alla saga di Baywatch sia per la presenza di Alexandra Paul e Gena Lee Nolin (i cui personaggi si chiamano rispettivamente Holden e Neely, riferimento ai personaggi che avevano interpretato nella serie televisiva), sia perché quando la tecnica Holden spiega al colonnello Shepard che non esiste un piano B, ovvero che se il colonnello affogherà in acqua nessuno verrà a salvarlo, la tecnica Neely le dà manforte dicendo che "non ci sono guardaspiaggia in giro". Un altro "indizio" è dato anche dal fatto che Holden e Neely dichiarano di "amare il mare, ma i genitori volevano che prendessi un dottorato".
- Quando Fin entra nell'armatura robotica, April si offre volontaria per aiutarlo. Fin la vede volare con dei propulsori che le escono da sotto le scarpe, poi la ragazza gli apre un varco con un raggio che le esce dal palmo della mano, riferimento ai poteri di Iron Man.